# 彭德爾頓鎮區 (伊利諾伊州傑佛遜縣)
彭德爾頓鎮區（英語：Pendleton Township）是位於美國伊利諾伊州傑佛遜縣的一個行政鎮區。

## 地方資料
根據2010年美國人口普查的數據，彭德爾頓鎮區的面積為92.50平方千米，當中陸地面積為92.00平方千米，而水域面積為0.50平方千米。當地共有人口1192人，而人口密度為每平方千米12.89人。